# De jonge jaren van Roodbaard
De jonge jaren van Roodbaard (originele titel: La jeunesse de Barbe-Rouge) is een stripreeks van scenarioschrijver Christian Perrissin en tekenaar Daniel Redondo. Het eerste album verscheen in 1996.
Het hoofdpersonage in deze reeks is dezelfde Roodbaard als in de stripreeks Roodbaard waarvan deze stripreeks een spin-off is. Deze strips zijn dus eigenlijk de voorlopers van laatstgenoemde strip qua verhaal, maar werden pas 35 jaar na de oorspronkelijke Roodbaardstrip bedacht.

## Samenvatting
De hoofdpersoon in de strip is Jean-Baptiste Cornic, een jongeman van ca. 20 jaar uit Saint-Malo, die de latere piraat Roodbaard blijkt te zijn. In het eerste verhaal, De Broeders van de Kust (1996) − dat speelt in 1691 − is hij als luitenant in dienst bij de Franse koning Lodewijk XIV. Hij heeft de ambitie om snel hogerop te komen in de marine, maar belandt door tegenslag in de gevangenis. Jean-Baptiste raakt een van zijn ogen kwijt tijdens een duel met zijn oudere broer Gaspard.
Vanaf het tweede deel, De Leeuwenkuil (1997), is Jean-Baptiste een zwerver die zich bij diverse kapers en vrijbuiters probeert aan te sluiten. Aan het eind van dit deel verandert hij zijn naam in Roodbaard. In het derde deel, Het duel van de kapiteins (1998), probeert Roodbaard de (vermeende) dochter van de gouverneur van Mérida te redden van de broer van haar voormalige verloofde die zij eerder heeft vermoord. Ook maakt Roodbaard hier voor het eerst kennis met de piraat Pew. De twee zijn een tijdlang rivalen, maar besluiten uiteindelijk te gaan samenwerken.
Aan het eind van het vijfde deel, De muiters van Port Royal (1999), begint Roodbaard samen met Pew zijn eigen piratenbende nadat ze een groep slaven hebben bevrijd van de slavenhandelaren. Terloops redden ze hier ook nog een baby die steeds "Baba" roept.

## Inconsequenties
- In de oorspronkelijke hoofdstrip Roodbaard wordt verteld dat Baba ooit als slaaf is bevrijd van een plantage. De jonge jaren van Roodbaard maakt niet duidelijk hoe dit goed valt te rijmen met het gegeven dat Baba als baby is geadopteerd.

## Albums
1. De Broeders van de Kust (1996)
2. De leeuwenkuil (1997)
3. Het duel van de kapiteins (1998)
4. Het eiland van de rode duivel (1999)
5. De muiters van Port-Royal (2001)